# Луцький гуманітарний університет
Луцький гуманітарний університет (ПВНЗ ЛГУ) — колишній приватний вищий навчальний заклад у місті Луцьк, Україна.

## Історія
Приватний вищий навчальний заклад Луцький гуманітарний університет (до березня 2004 року — Вища школа «Луцький гуманітарний університет») був заснований у 1998 році за сприяння Волинської обласної ради, Волинської облдержадміністрації та Луцького міського виконавчого комітету. Вагомою у створенні університету була допомога Благодійного некомерційного Фонду імені Ярослава Мудрого, дійсними членами якого є низка підприємств Волинської області: ПАТ «Волинь холдинг», ПАТ «Луцькавтодор», ПАТ «СКФ Україна», ТзОВ «Волинь культторг» та інші.
З жовтня 2000 року Луцький гуманітарний університет мав власний навчальний корпус, аудиторії якого були обладнані аудіо- та відеотехнікою. До послуг студентів був комп'ютерний центр, мережа Internet та супутникове телебачення.
У квітні 2004 року відповідно до рішення ДАК акредитований за ІІІ рівнем державної акредитації.
З січня 2004 року Луцький гуманітарний університет видавав газету «Сучасність», яка розповсюджувалася по Волинській області.
У 2009 році за рішенням ДАК Міністерства освіти та науки України Луцькому гуманітарному університету було надано статус ВНЗ ІІІ-IV рівня акредитації. У 2013 році його позбавили ліцензії.

## Міжнародна співпраця
Університет співпрацював із зарубіжними науковими центрами та установами:
- Канзаським університетом (США), Західним державним університетом штату Міссурі (США), Міжнародним центром мас-медіа комунікацій ім. Дж. Кокса (США), Університетом менеджменту та підприємництва (США), Сайпрес Коледж, штат Каліфорнія (США);
- Програмами США Fulbright та IREX;
- Корпусом миру.

У рамках міжнародної співпраці викладачі та студенти університету проходили наукове стажування у провідних закордонних навчальних закладах: Західному університеті штату Міссурі (США), Канзаському університеті (США), Університеті зв'язків та комунікації Бредні (США), Ягеллонському університеті (Польща), Варшавському університеті (Польща), Університеті ім. Марії Кюрі-Склодовської (Польща).
У партнерстві з вітчизняними та закордонними інституціями університет реалізував наступні проекти:
- У травні 2005 року в рамках гранту IREX у партнерстві з Волинською обласною державною телерадіокомпанією та Луцьким прес-клубом реформ в університеті проведена міжнародна конференція «Українська політична журналістика та вибори»;
- З вересня 2007 до травня року 2008 року університет виступив партнером проекту Волинського прес-клубу, Волинської обласної державної телерадіокомпанії та Фонду розвитку ЗМІ Посольства США в Україні "Телевізійна школа «Репортер».
- З вересня 2007 до травня 2008 року при університеті діяла «Бізнес-школа», основним завдання якого було ознайомлення студентів з діяльністю підприємств області.
- З вересня 2008 до травня 2009 року університет реалізував в рамках гранту Корпусу миру проект під назвою «Впровадження власного бізнесу: поради для початківців».

## Закриття
31 січня 2013 року Акредитаційна комісія України під головуванням тодішнього Міністра освіти і науки, молоді та спорту України Дмитра Табачника ухвалила рішення припинити освітню діяльність Луцького гуманітарного університету через виявлені порушення в роботі. Керівництво ЛГУ зазначає, що це — рішення самого університету.